# Burzenland

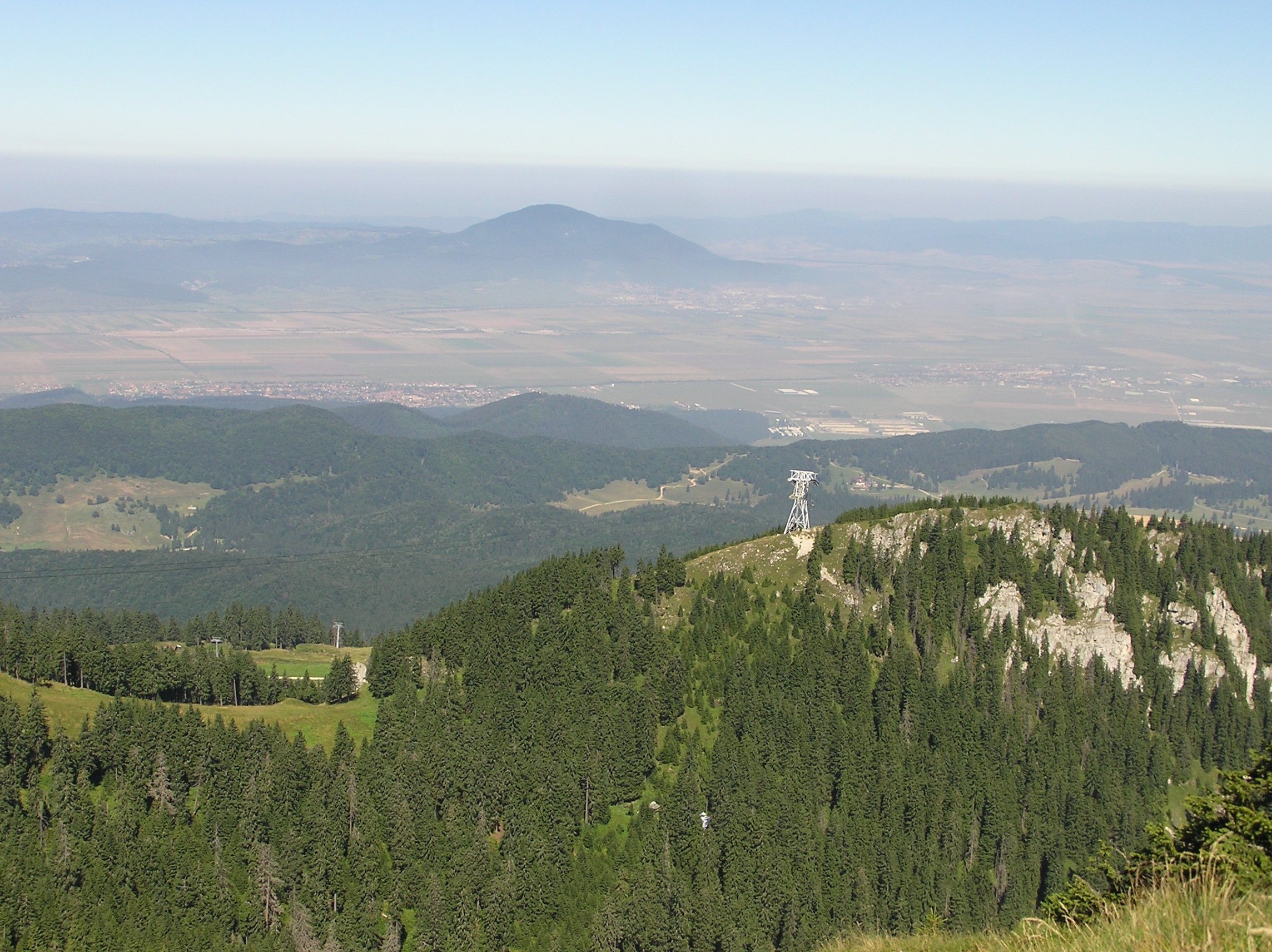
Blick vom Schuler auf einen Teil des Burzenlandes. Rechts ist Ghimbav (Weidenbach), links Cristian (Neustadt) und am Zeidener Berg Codlea (Zeiden) zu erkennen.

Das Burzenland (rumänisch Țara Bârsei, ungarisch Barcaság) ist ein historisches Gebiet im Südosten Siebenbürgens (heute in Rumänien), mit Brașov (Kronstadt) als wichtigster Stadt.

## Geografie
Das Burzenland liegt in einer Binnensenke innerhalb des Karpatenbogens und wird ungefähr von den Orten Feldioara (Marienburg) im Norden, Râșnov (Rosenau) im Südwesten und Prejmer (Tartlau) im Südosten begrenzt. Benannt ist es nach dem Bach Burzen (rum. Bârsa), der in den Olt (Alt) mündet.

## Geschichte

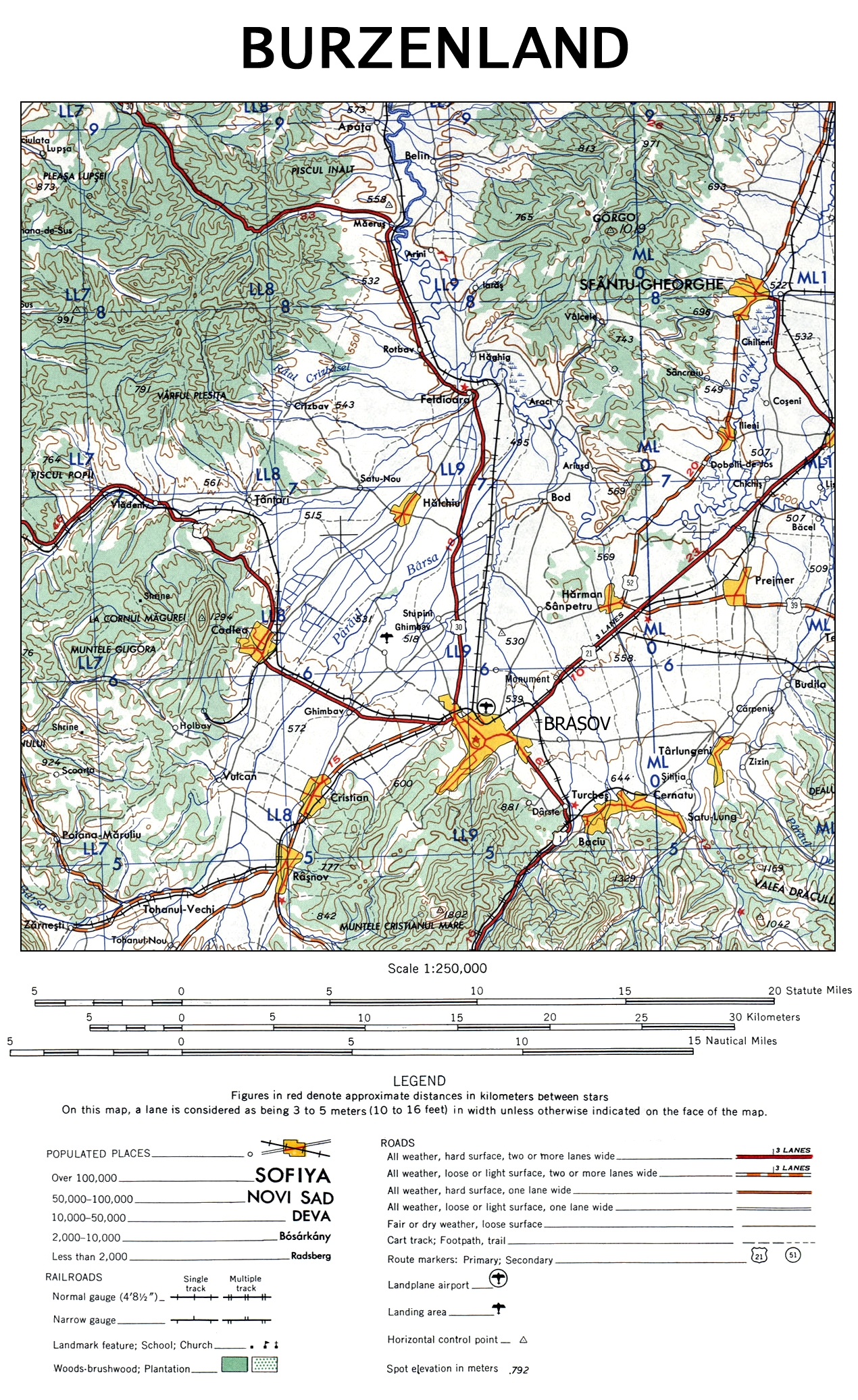
Kartenausschnitt des Burzenlandes (1959)

Im Jahr 1211 wurde das Burzenland vom ungarischen König Andreas II. als Siedlungsgebiet an den Deutschen Ritterorden vergeben, der dort mehrere Burgen errichtete und deutsche Siedler anwarb. Diese waren mehrheitlich Siebenbürger Sachsen aus der benachbarten Hermannstädter Provinz (den Sieben Stühlen), aber auch Neusiedler aus Deutschland. Nach nur 14 Jahren wurde der Orden jedoch wieder vertrieben, nachdem er geplant hatte, in dem Gebiet einen von Ungarn unabhängigen Ordensstaat aufzubauen (mehr dazu hier).
Die siebenbürgisch-sächsischen Siedler blieben weiterhin im Burzenland und organisierten sich rechtlich und administrativ mit weitgehenden Autonomien versehen im Kronstädter Distrikt auf Königsboden. 1876 wurde das Burzenland nach einer Verwaltungsreform des wieder ins Königreich Ungarn eingegliederten Siebenbürgen Teil des Komitates Kronstadt und ist heute, nachdem Siebenbürgen 1920 Rumänien angegliedert wurde, Teil des Kreises Brașov.

## Orte

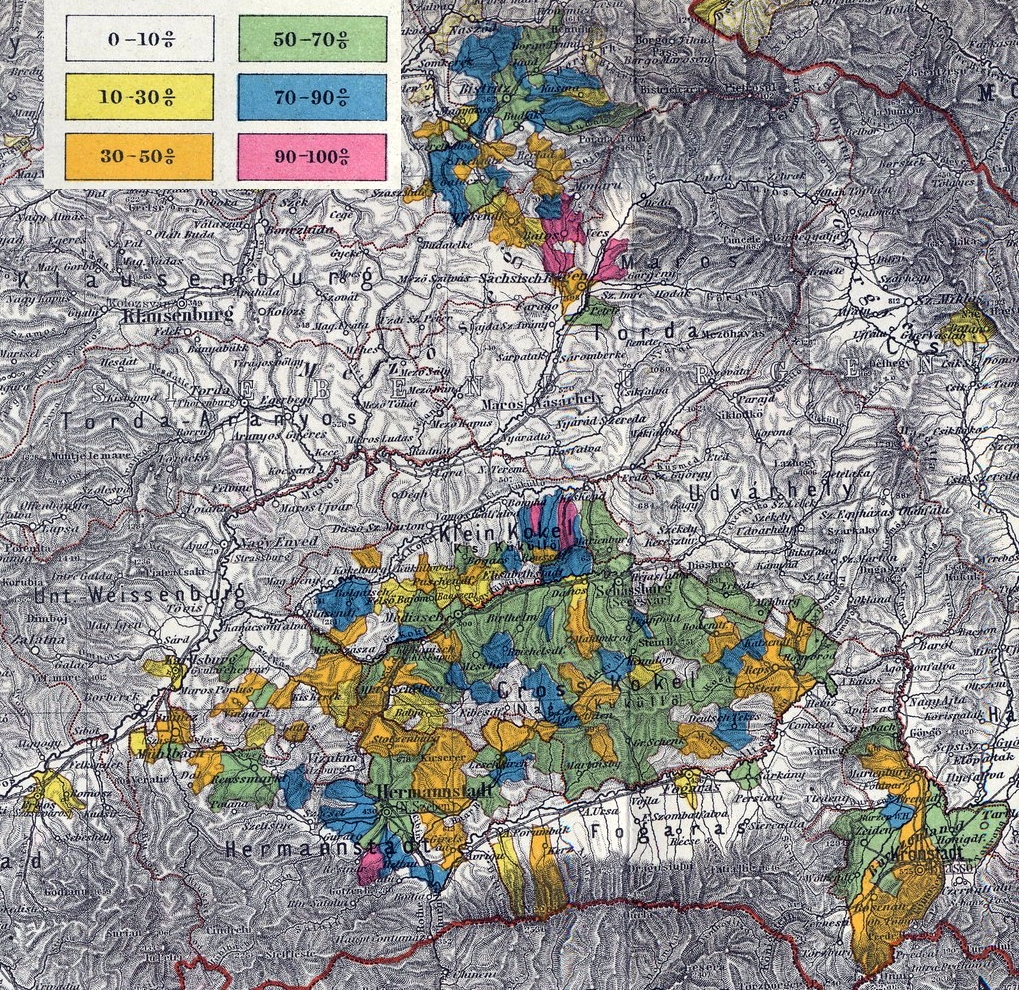
Siedlungsgebiet der Siebenbürger Sachsen. Das Burzenland befindet sich im Südosten der Karte.

- Bartholomä (Bartolomeu, der nordwestliche Stadtteil Brașovs)
- Bienengärten (Stupini)
- Brenndorf (Bod)
- Heldsdorf (Hălchiu)
- Honigberg (Hărman)
- Kronstadt (Brașov)
- Marienburg (Feldioara)
- Neustadt (Cristian)
- Nußbach (Măieruș)
- Petersberg (Sânpetru)
- Rosenau (Râșnov, frühere Schreibweise Rîșnov)
- Rothbach (Rotbav)
- Schirkanyen (Șercaia)
- Tartlau (Prejmer)
- Törzburg (Bran)
- Weidenbach (Ghimbav)
- Wolkendorf (Vulcan)
- Zeiden (Codlea)